# Passion: Music for The Last Temptation of Christ
Passion: Music for The Last Temptation of Christ je druhý soundtrack britského hudebníka Petera Gabriela. Album produkoval Gabriel a vyšlo v červnu 1989 u vydavatelství Geffen/Virgin Records. Jde o soundtrack k filmu Poslední pokušení Krista z roku 1988.

## Seznam skladeb
| Strana 1 (LP) | Strana 1 (LP)            | Strana 1 (LP) |
| Pořadí        | Název                    | Délka         |
| ------------- | ------------------------ | ------------- |
| 1.            | The Feeling Begins       | 4:00          |
| 2.            | Gethsemane               | 1:26          |
| 3.            | Of These, Hope           | 3:55          |
| 4.            | Lazarus Raised           | 1:26          |
| 5.            | Of These, Hope - Reprise | 2:44          |
| 6.            | In Doubt                 | 1:33          |
| 7.            | A Different Drum         | 4:40          |

| Strana 2 (LP) | Strana 2 (LP)      | Strana 2 (LP) |
| Pořadí        | Název              | Délka         |
| ------------- | ------------------ | ------------- |
| 1.            | Zaar               | 4:53          |
| 2.            | Troubled           | 2:55          |
| 3.            | Open               | 3:27          |
| 4.            | Before Night Falls | 2:18          |
| 5.            | With This Love     | 3:40          |

| Strana 3 (LP) | Strana 3 (LP)          | Strana 3 (LP) |
| Pořadí        | Název                  | Délka         |
| ------------- | ---------------------- | ------------- |
| 1.            | Sandstorm              | 3:02          |
| 2.            | Stigmata               | 2:28          |
| 3.            | Passion                | 7:39          |
| 4.            | With This Love (Choir) | 3:20          |

| Strana 4 (LP) | Strana 4 (LP)          | Strana 4 (LP) |
| Pořadí        | Název                  | Délka         |
| ------------- | ---------------------- | ------------- |
| 1.            | Wall of Breath         | 2:29          |
| 2.            | The Promise of Shadows | 2:13          |
| 3.            | Disturbed              | 3:35          |
| 4.            | It Is Accomplished     | 2:55          |
| 5.            | Bread and Wine         | 2:21          |

## Obsazení
- Peter Gabriel – syntezátory, surdo, flétna, flétnový sampl, zpěv, baskytara, perkuse, klavír, samply
- Manny Elias – octaban, surdo
- Hossam Ramzy – perkuse, tabla
- David Bottrill – drone
- David Rhodes – kytara
- L. Shankar – housle, zpěv
- Vatche Housepian – duduk
- Antranik Askarian – duduk
- Massamba Dlop – tama
- Mustafa Abdel Aziz – arghul
- Baaba Maal – zpěv
- Fatala – perkuse
- Mahmoud Tabrizi Zadeh – kementché
- Doudou N'Diaye Rose – perkuse
- Youssou N'Dour – zpěv
- David Sancious – doprovodný zpěv, syntezátory
- Hossam Ramzy – perkuse
- Nathan East – baskytara
- Bill Cobham – bicí, perkuse
- Kudsi Erguner – flétna ney
- Manu Katché – perkuse
- Djalma Correa – perkuse
- Jon Hassell – trubka
- Nusrat Fateh Ali Khan – zpěv
- Julian Wilkins – choirboy
- Kudsi Erguner – flétna ney
- Musicians Du Nil – arghul
- David Bottrill – tamburína
- Said Mohammad Aly – perkuse